# Höfte
Höfte is een esgehucht in de gemeente Stadskanaal in de Nederlandse provincie Groningen. Het ligt in het noordoosten van de gemeente, aan de weg van Onstwedde naar Wedde. Het gehucht telt een rijksmonument. Het gehucht valt onder Onstwedde.
De plaats wordt voor het eerst genoemd in een akte uit 1489. De naam betekent "hofstede". Deze erve werd in 1660 gesplitst. Eind 18e eeuw werd er nog een boerderij gebouwd en begin 19e eeuw stonden er ook twee arbeiderswoningen.

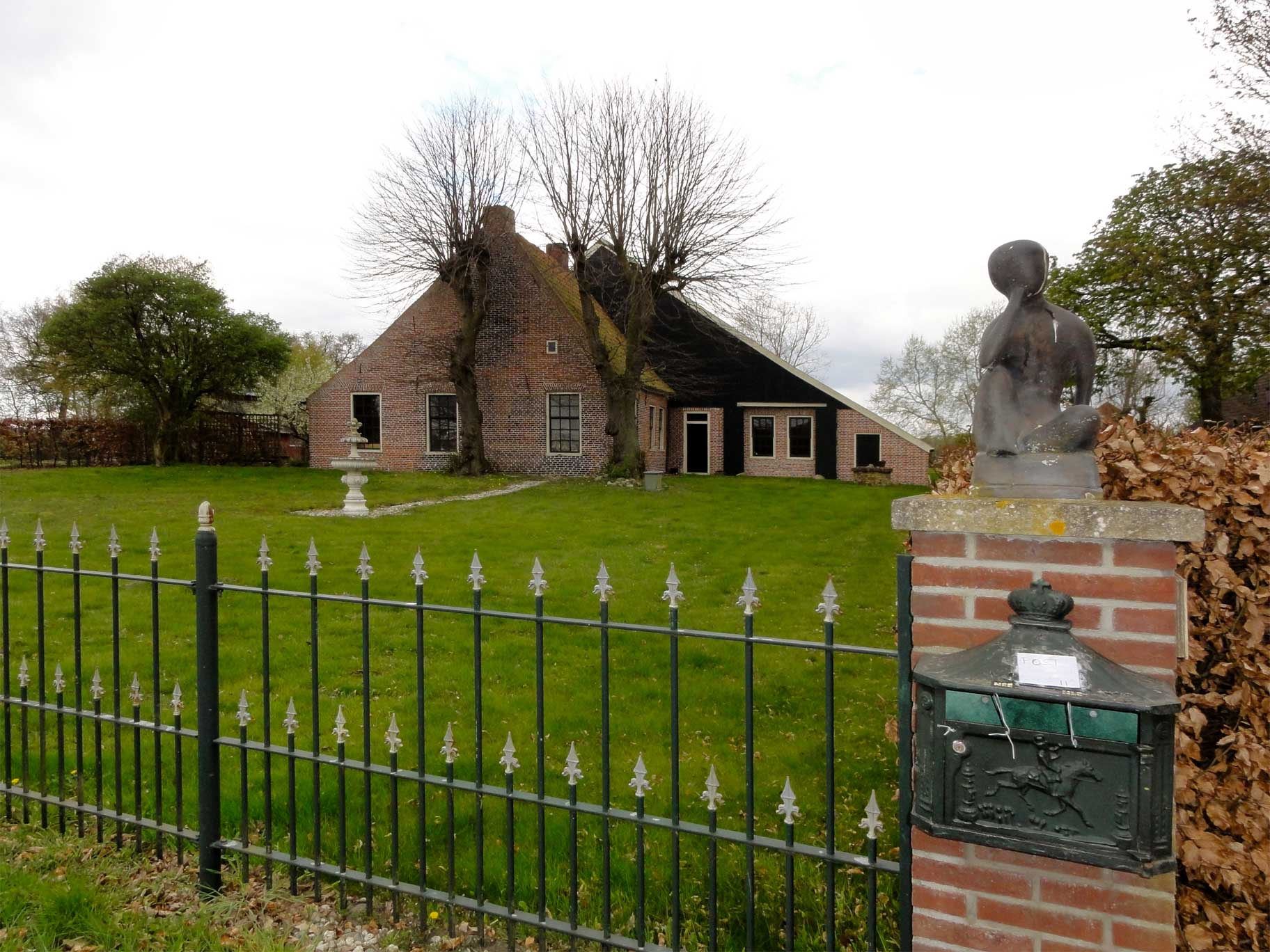
Monumentale boerderij aan de Wessinghuizerweg

Dorpen:
Alteveer (deels) · Ceresdorp · Kopstukken · Mussel · Musselkanaal · Onstwedde · Smeerling · Stadskanaal

Gehuchten: Barlage · Blekslage · Braamberg · Höchte · Horsten · Sterenborg · Ter Wupping · Vledderhuizen · Vledderveen · Vosseberg

Buurtschappen: Höfte · Holte · Oomsberg · Tange · Ter Maarsch · Veenhuizen · Wessinghuizen

Kanalen: Stadskanaal · Musselkanaal · Mussel-Aa-kanaal      Bos: Dr. Hommesbos

Groningen: Steden en dorpen      Nederland: Provincies · Gemeenten